# نعيمة الكافي
نعيمة الكافي (1945-2025) هي ابنة الجنرال محمد الكافي و الزوجة الأولى للرئيس التونسي السابق زين العابدين بن علي وهي سيدة تونس الأولى و قد انجبت منه ثلاثة بنات غزوة ودرصاف ونسرين. تم طلاقها من بن علي لكي يتزوج من ليلى الطرابلسي زوجته الحالية والذي كان على علاقة سريّة معها رغم أنه كان متزوج من نعيمة، وأقامت في منزل الرئيس السابق بسوسة بعد تنحيه عن الرئاسة في 2011.